# Ernst Sellin
Pour les articles homonymes, voir Sellin.
Ernst Sellin (26 mai 1867 à Alt Schwerin - 1er janvier 1946 à Epichnellen) est un théologien allemand.

## Biographie
Ernst Sellin, fils du théologien protestant et pasteur Wilhelm Sellin (1838-1931) et de la fille du pharmacien Ida, née Rötger (1844-1923), ainsi que petit-fils de Carl Wilhelm Sellin (de), grandit à Dassow, étudie à l'école de sciences du Lauenbourg (de) à Ratzeburg et étudie la théologie et les langues orientales. Pendant ses études, il devient membre de Rostocker Wingolf (de), Erlanger Wingolf (de) puis de Leipziger Wingolf (de). Entre 1897 et 1908, il enseigne à la faculté théologique de Vienne, entre 1908 et 1913 à l'université de Rostock, entre 1913 et 1921 à Kiel et entre 1921 et 1935 à Berlin.
Sellin est un pionnier de l'utilisation de l'archéologie pour les sciences bibliques. Il participe à des fouilles archéologiques en Palestine (Jéricho, T'anach ou Sichem par exemple).
L'une de ses grandes découvertes est la solution à une prétendue grande contradiction de la Bible, à savoir si Jésus a guéri l'aveugle sur le chemin ou bien arrivé à Jéricho (Luc 18:35 et Marc 10:46). Sellin découvre deux Jéricho jumelles, l'une étant l'ancienne cité mentionnée dans le livre de Josué et l'autre la nouvelle cité romaine. Les deux sont distantes d'un mile et appelées "Jéricho". Donc Jésus quitte la Jéricho de Luc pour arriver dans la Jéricho de Marc.
C'est comme théologien qu'il traite des sujets de l'Ancien Testament. Il a aussi essayé d'intégrer les idées de Sigmund Freud dans la théologie.

## Publications
- Beiträge zur israelitischen und jüdischen Religionsgeschichte, 1896
- Studien zur Entstehungsgeschichte der jüdischen Gemeinde, 1901
- Tell Ta‘annek. Bericht über eine mit Unterstützung der kaiserlichen Akademie der Wissenschaften und des k. k. Ministeriums für Kultus und Unterricht unternommene Ausgrabung in Palästina, Wien 1904; Nachdruck Frankfurt am Main 2006
- Eine Nachlese auf dem Tell Ta‘annek in Palästina, Wien 1906; Nachdruck Frankfurt am Main 2006
- Das Rätsel des deuterojesajanischen Buches, 1907
- Die israelitisch-jüdische Heilandserwartung, 1909
- Der alttestamentliche Prophetismus. A. Deichert'sche Verlagsbuchhandlung, Leipzig 1912.
- Jericho. Die Ergebnisse der Ausgrabungen, 1913 (mit Carl Watzinger)
- Einleitung in das Alte Testament, 1910, 12 Auflagen bis 1979
- Mose und seine Bedeutung für die israelitisch-jüdische Religionsgeschichte, A. Deichersche Verlagsbuchhandlung Dr. Werner Scholl, Leipzig, 1922
- Das Alte Testament im christlichen Gottesdienst und Unterricht, 1936